# Tammiku
Tammiku är en ort i Estland. Den ligger i Jõhvi kommun och landskapet Ida-Virumaa, i den östra delen av landet, 150 km öster om huvudstaden Tallinn. Tammiku ligger 81 meter över havet och antalet invånare är 376.
Terrängen runt Tammiku är platt. Runt Tammiku är det mycket glesbefolkat, med 2 invånare per kvadratkilometer. Närmaste större samhälle är Kohtla-Järve, 9,8 km nordväst om Tammiku. I omgivningarna runt Tammiku växer i huvudsak blandskog.